# Elecciones generales de España de 1907
Las elecciones generales de España de 1907 fueron convocadas el 21 de abril, tras la crisis del gobierno liberal por la dimisión de Eugenio Montero Ríos debido a los incidentes que se sucedieron tras el asalto a la revista ¡Cu-Cut! en 1905. 
Como sucedió en todas las elecciones durante la restauración borbónica en España en estas el resultado estuvo determinado de antemano («encasillado») gracias al sistemático fraude electoral realizado mediante la red caciquil extendida por todo el territorio. En estas elecciones, como en el resto, el gobierno que las convocó las ganó, ya que en el régimen político de la Restauración los gobiernos cambiaban antes de las elecciones y no después como sucedía en los regímenes parlamentarios (no fraudulentos).

## Convocatoria y desarrollo
Los liberales entraron en un periodo de crisis internas entre las distintas familias liberales, que provocaron la caída de Segismundo Moret y la de José López Domínguez (julio-diciembre 1906) y finalmente el gobierno transitorio del liberal Antonio Aguilar dio paso a los conservadores dirigidos por Antonio Maura. 
Las elecciones se celebraron bajo sufragio masculino. Como novedad, estos comicios se celebraron bajo una nueva ley electoral que se había aprobado ese año y que modificaba parcialmente la anteriormente vigente desde 1890. En total fueron elegidos 404 diputados, y el partido más votado fue el Partido Conservador, dirigido por Antonio Maura. El partido liberal quedó muy debilitado, y además se presentó por separado la sección liberal demócrata de José Canalejas.
Fue elegido presidente del Congreso el conservador Eduardo Dato, y presidente del Senado Marcelo Azcárraga.
El jefe de gobierno continuó siendo Antonio Maura, quien debido a la guerra de Melilla y a la durísima represión en lo que se conoce como la Semana Trágica (con la condena a muerte de Francisco Ferrer y Guardia) tuvo que dimitir en octubre de 1909. Alfonso XIII nombró entonces al liberal Segismundo Moret, pero no contaba con el apoyo de su propio partido y tuvo que dimitir el 9 de febrero de 1910. El rey nombró en su lugar a José Canalejas e inmediatamente se convocaron elecciones para "hacerse" con una mayoría en las Cortes.

## Resultados al Congreso de los Diputados

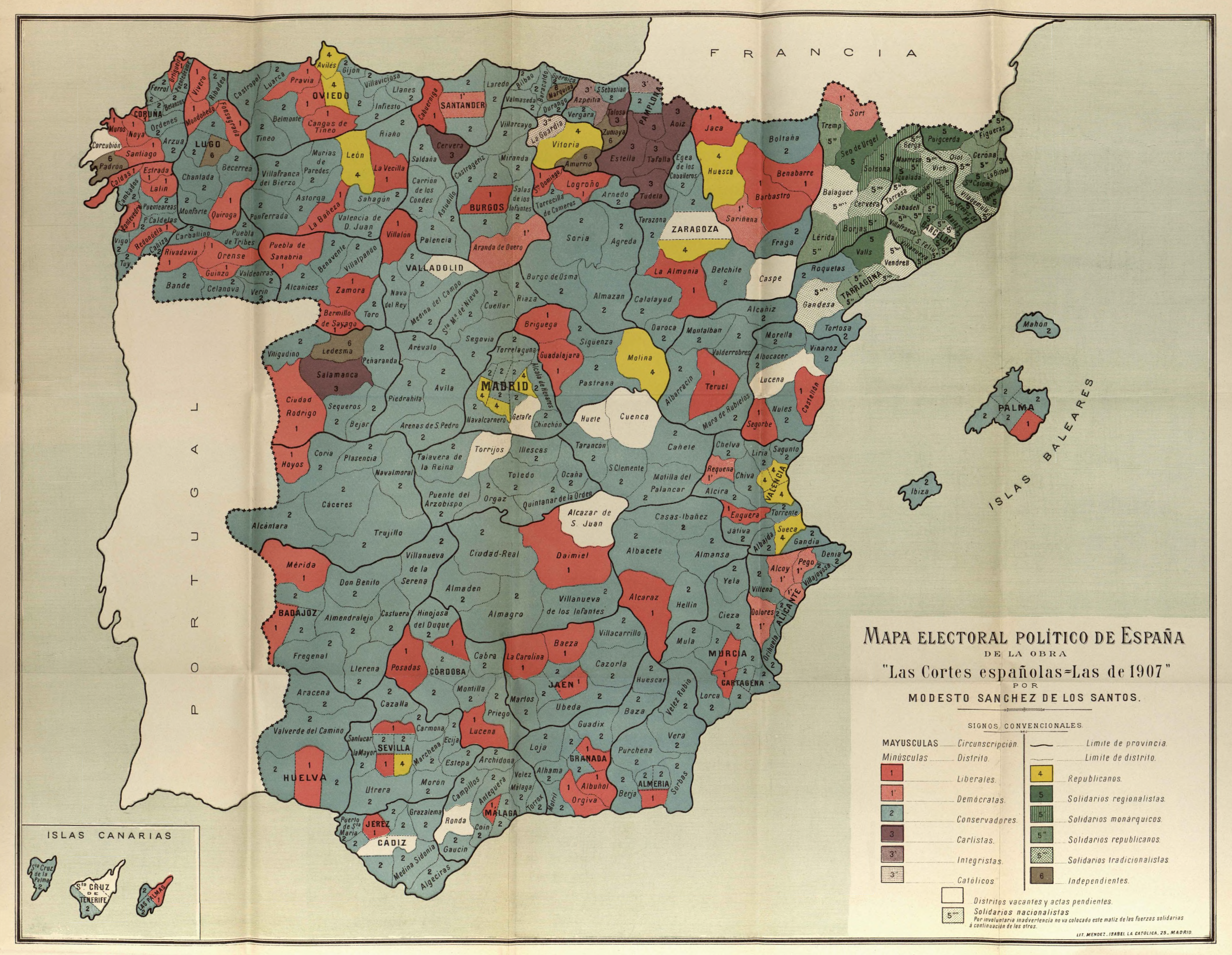
Mapa electoral político de España de las Cortes de 1907.

| ← Elecciones generales de España, 21 de abril de 1907 → |            |         |                       |
| Partido                                                 | Porcentaje | Escaños | Líder                 |
| Partido Conservador                                     | 60,0 %     | 242/404 | Antonio Maura         |
| Partido Liberal                                         | 17,7 %     | 73/404  | Segismundo Moret      |
| Solidaritat Catalana                                    | 6,9 %      | 41/404  | Enric Prat de la Riba |
| Unión Republicana                                       | 3,2 %      | 16/404  | Nicolás Salmerón      |
| Demócratas Monárquicos (escisión liberal)               | 2,6 %      | 9/404   | José Canalejas        |
| Comunión Tradicionalista (jaimista)                     | 1,4 %      | 8/404   | Matías Barrio Mier    |
| Católicos independientes                                |            | 3/404   | Fernando María Ybarra |
| Partido de Unión Republicana Autonomista                | 1,1 %      | 2/404   | Vicente Blasco Ibáñez |
| Partido Integrista                                      | 1,1 %      | 2/404   | Juan de Olazábal      |
| Republicanos independientes                             | 0,9 %      | 1/404   | Alejandro Lerroux     |
| Independientes                                          |            | 3/404   |                       |
| TOTAL                                                   |            | 404     |                       |